# Aavikko

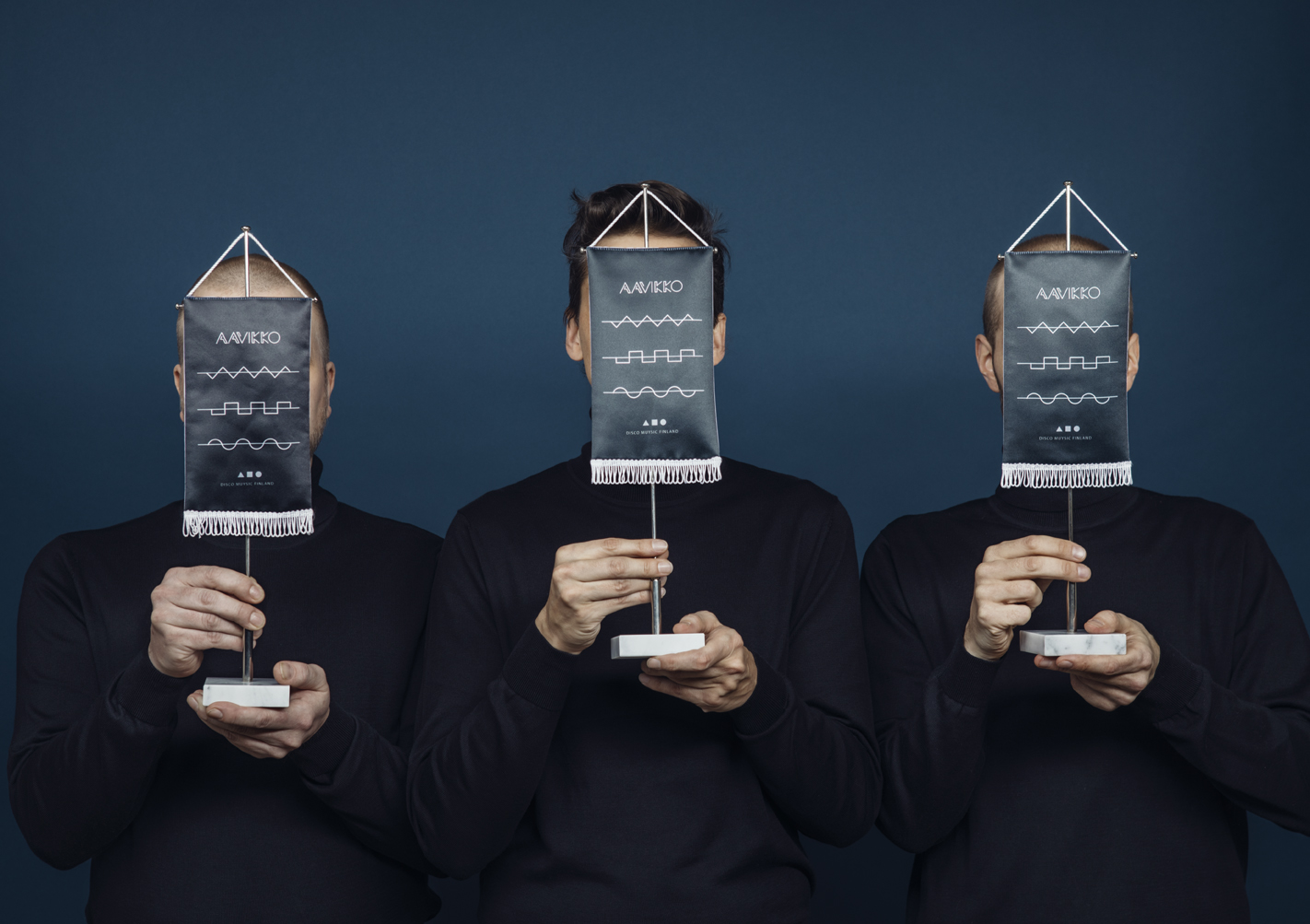
Aavikko (2018)

Aavikko ist eine finnische Synthesizer-Musikgruppe.

## Geschichte
Die Gruppe wurde 1995 in der ostfinnischen Kleinstadt Siilinjärvi von den Schulfreunden Tomi Leppänen, Tomi Kosonen und Antti Koivumäki gegründet. Letzterer schied 1999 aus und wurde durch Paul „Graf“ Staufenbiel am Synthesizer ersetzt. Die Mitglieder hatten zuvor in verschiedenen Gruppen zusammen Musik diverser Stilrichtungen gemacht und dabei die Instrumente verwendet, die ihnen gerade zur Verfügung standen, etwa Yamaha-Heimorgeln und die bekannten Casio-Synthesizer.
Der Name Aavikko (finnisch für Wüste, Steppe) bezieht sich auf die Sandgruben in der Stadtmitte ihrer Heimatstadt Siilinjärvi. Dieser (finnisch siilin, deutsch Ober-, englisch super; finnisch järvi, deutsch See, englisch lake) widmete die Gruppe 2001 das Stück Superlake Beat.
Mit der Titelmelodie zur Fernsehserie Kumman Kaa führte Aavikko im Jahr 2002 drei Monate lang die finnische GSM-Klingelton-Hitparade an.

## Stil
Aavikko spielt eingängige und tanzbare Lounge-Retro-Supermarktmusik. Die Musiker selbst bezeichnen ihre Stilrichtung als Muysic oder Casio Core und gaben sich das Motto: „We play – you dance!“.
Charakteristisch ist die Besetzung mit einem menschlichen Schlagzeuger, der von den vorgespeicherten Rhythmen und Klängen der elektronischen Instrumente unterstützt wird.

## Diskografie

### Alben
| Jahr | Titel          | Höchstplatzierung, Gesamtwochen, AuszeichnungChartsChartplatzierungen (Jahr, Titel, Platzierungen, Wochen, Auszeichnungen, Anmerkungen) | Anmerkungen |
| Jahr | Titel          | FI | Anmerkungen |
| ---- | -------------- | --- | ----------- |
| 2013 | Planet Fun-Fun | FI33 (1 Wo.)FI |             |
| 2016 | Okeanos        | FI47 (1 Wo.)FI |             |

Weitere Alben
- 1997: Derek!
- 2001: Multi Muysic
- 2003: History of Muysic
- 2005: Back from the Futer
- 2009: Novo Atlantis
- 2016: Okeanos
- 2019: Monopoly

### Singles
- 1996: Aavikko
- 1999: Oriental Baby
- 2000: Viitostie
- 2001: Felix Kubin & Aavikko
- 2002: Aavikko / Mono Pause
- 2004: Aavikko meet Hit Singer Kabar
- 2013: Planet Fun-Fun
- 2018: Go and Know
- 2019: Quartal Quatch
- 2019: Superdeep Borehole